# Global Village (Dubái)

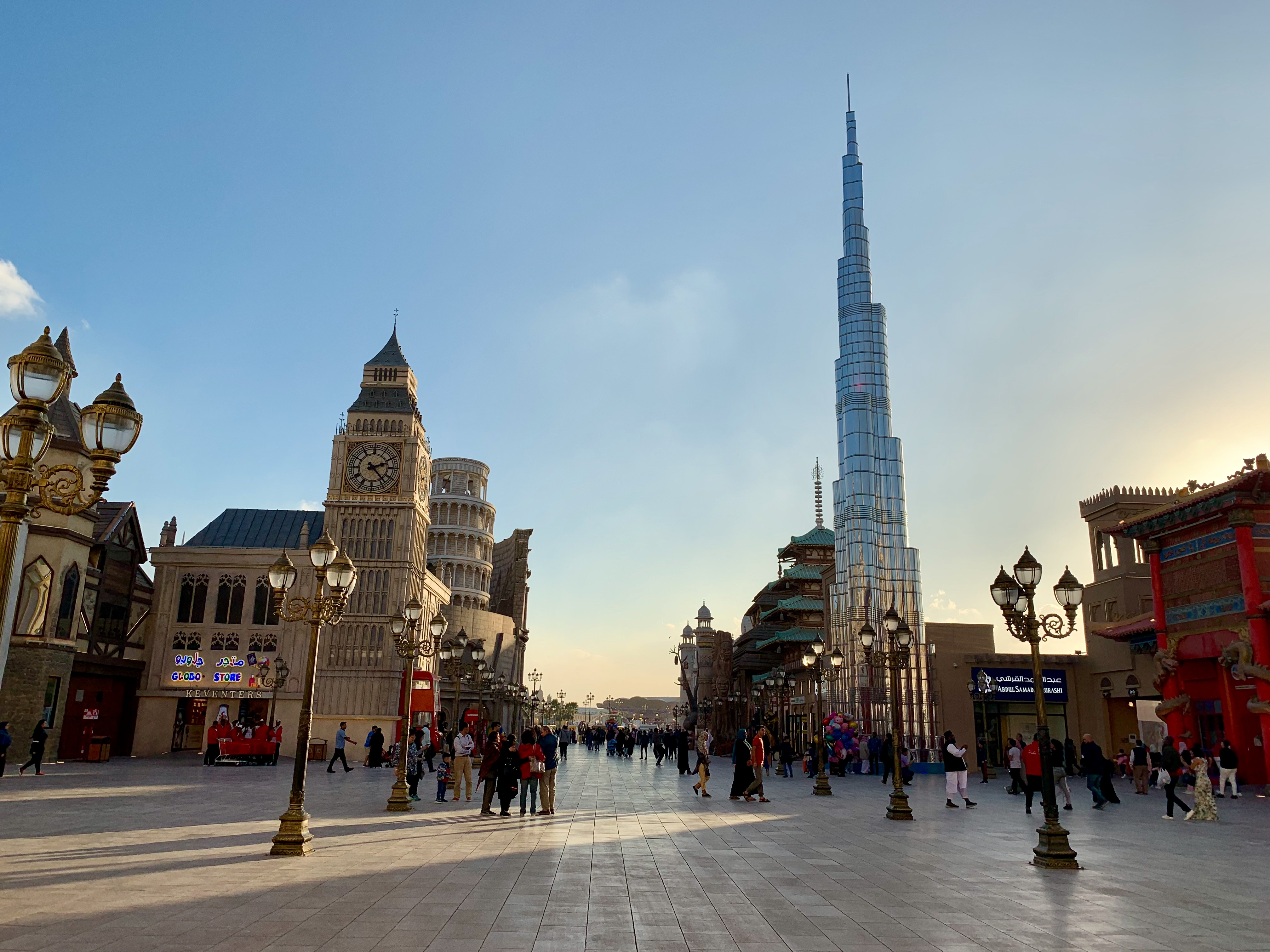
Imagen de la global village

Global Village está situado en Dubailand, más grande del mundo Turismo, ocio y entretenimiento del proyecto. Aldea Global es el primer gobernante de la región, culturales, de entretenimiento y centros comerciales, celebra las diversas culturas, arte, teatro, el comercio y la gastronomía de todo el mundo y recibe a más de cuatro millones de personas por año. Cada temporada, la Aldea Global ofrece una amplia variedad de nuevos programas pioneros y atracciones en el corazón de Dubailand. Con una superficie de 17,2 millones de pies cuadrados La Aldea Global en la nueva Dubailand tendrá amplias instalaciones y características. La construcción de este proyecto se inició en 2003 y ahora está casi completa, con dos o tres proyectos que se espera que esté terminado en 2011.